# Vitus Heller
Vitus Heller (* 3. Mai 1882 in Tauberrettersheim; † 18. Oktober 1956 in Würzburg) war ein deutscher links-katholischer Publizist und Politiker zur Zeit der Weimarer Republik. Heller gründete die Christlich-Soziale Reichspartei.

## Werdegang
Vitus Heller erhielt seine politische Schulung und ideologische Grundausrichtung beim Volksverein für das katholische Deutschland, einer dem Zentrum nahestehenden Bildungseinrichtung mit der Zentrale in Mönchengladbach. Besondere Förderung erfuhr er dort durch den späteren deutschen Reichsarbeitsminister Heinrich Brauns. Nach Teilnahme am Ersten Weltkrieg und Demobilisierung betätigte sich Heller seit 1911 als Sekretär des Volksvereins in Würzburg. Die Begegnung mit marxistischen Kriegskameraden hatte ihn zur Suche nach einem dritten Weg zwischen Sozialismus und Christentum angeregt. Ein Forum schuf er sich 1919 mit der Wochenschrift Das Neue Volk. Die sich um Person und Zeitung bildende „Heller-Bewegung“ fand Anhang bei süddeutschen Arbeitern und Handwerkern, in Bünden der katholischen Jugendbewegung sowie bei einigen Intellektuellen und Kaplänen.

## Christlich-Soziale Partei Bayerns
Als die Bayerische Volkspartei (BVP) durch die Abspaltung vom Zentrum die katholische Einheit gefährdete, gründete Vitus Heller auf Betreiben Heinrich Brauns’ die Christlich-Soziale Partei Bayerns. Diese sollte die gegen die BVP opponierenden süddeutschen Arbeiter an sich binden. Hellers Parteiprogramm basierte auf christlichem Fundamentalismus, Pazifismus, Lebens- und Bodenreform in Verbindung mit Industriefeindlichkeit. Prominente Mitglieder waren u. a. Arbeiterdichter Heinrich Lersch und der vor allem bei der Jugend beliebte Schriftsteller Leo Weismantel. Auf dem rechten Flügel des Zentrums stieß Vitus Heller auf Widerspruch und Anfeindung. Bei den bayerischen Landtagswahlen 1924 gewann die Partei allerdings nur ein Mandat für Leo Weismantel.

## Christlich-Soziale Reichspartei
Siehe auch Christlich-Soziale Reichspartei
Nach der Fusion mit der aus westdeutschen Industriearbeitern und westfälischen und emsländischen Kleinbauern sich rekrutierenden linkskatholischen Christlich-Sozialen Volksgemeinschaft 1926 nannte Hellers Partei sich Christlich-Soziale Reichspartei (CSRP). Das radikalisierte Programm gab sich scharf antikapitalistisch und richtete sich gegen die Rüstungspolitik des Zentrums. Laut divergierenden Angaben dürfte die Mitgliederzahl einige Tausend nicht überschritten haben. Das Parteiorgan Das Neue Volk hatte 15000 Abonnenten. 1928 beteiligte sich die CSRP an den Reichstagswahlen, wobei sie mit der Reichspartei für Volksrecht und Aufwertung ein Bündnis einging. Vitus Heller hoffte auf Stimmenfang bei Zentrumswählern in der katholischen Arbeiterschaft. Spitzenkandidat war der „Siedlervater“, Pazifist und Jugendführer Nikolaus Ehlen aus Velbert. Das vor allem von Mitgliedern der katholischen Jugendbewegung und von Rüstungsgegnern gewählte Bündnis erlangte 110.704 Stimmen (= 0,4 %). Dies reichte jedoch nicht für ein Mandat. Das Zentrum verlor zwar 8 seiner 69 Parlamentssitze, aber die Stimmenwanderung bei der Arbeiterschaft kam nicht der CSRP, sondern den Sozialdemokraten und teilweise auch der KPD zugute. Bei der Reichstagswahl von 1930 bekam die CSRP zwar 271.291 Stimmen, doch die 0,8 % reichten wiederum nicht für einen Reichstagssitz.
Nach der Wahl verlor die Partei Vitus Hellers schnell an Bedeutung. Anfang 1931 änderte er ihren Namen in Arbeiter- und Bauernpartei Deutschlands. Er wie seine Partei näherten sich stark der KPD an. Heller sah sich selbst als „kommunistischer Katholik“, blieb aber zeit seines Lebens der katholischen Kirche treu. Seine Partei erholte sich jedoch bis zu ihrem Verbot im Jahre 1933 nicht mehr.
Heller kam im Juli 1933 zeitweilig in das KZ Dachau. Nach Kriegsende gehörte er 1945 mit Adam Stegerwald zu den Gründern der CSU in Unterfranken und fungierte von 1948 bis 1951 als ehrenamtlicher Stadtrat und Flüchtlingskommissar in Würzburg. Vom Vorsitz einer Spruchkammer musste er 1946 zurücktreten, nachdem die Main-Post ein 1939 verfasstes Loyalitätsschreiben Hellers an Adolf Hitler veröffentlicht hatte.

## Schriften
- Das Programm des Christlichen Sozialismus, Der Versuch eines Programms zum Neuaufbau einer Wirtschafts-, Gesellschafts-, Staats- und Völkerordnung auf christlicher Grundlage
- Nie mehr Krieg. Würzburg 1926